# نتائج الفنون
نتائج الفنون ومحاسن المتون مختصر في معرفة العلوم جمع فيه اثني عشر علما من العلوم وبعض مسائله ونوادره ومؤلفه يحيى بن علي بن نصوح المتخلص بنوعي والمتوفى سنة 1007.